# Castillo de Prösels
El Castillo de Prösels (en alemán: Schloss Prösels; en italiano: Castello di Presule) es un castillo de estilo gótico que se encuentra en la meseta por debajo de la montaña Schlern, en el Tirol del Sur al norte de Italia. Prosels es un lugar que se ubica dentro de los límites municipales de la comuna de Vols Am Schlern (Fiè allo Sciliar).
El castillo fue nombrado por primera vez en un documento del 1279, como castrum Praesile y se cree que los señores de Vols, feudatarios del Obispado de Brixen, habían construido el castillo aquí en el 1200 aproximadamente. Hoy en día el palacio central con un arco románico sobrevive en partes de esta primera fortaleza.
En italiano se le llama a veces Castel Colonna, lo que refleja el hecho de que en la época de la Leonhard II de la familia Vols se comenzó a añadir el nombre de la familia Colonna a los suyos.